# Дуала-Едеа (національний парк)
Національний парк Дуала-Едеа, раніше відомий як заповідник дикої природи Дуала-Едеа, — національний парк у Прибережному регіоні Камеруну.
Парк розташований по обидві сторони від гирла річки Санага вздовж берегів затоки Біафра навпроти острова Біоко. Озеро Тіссонго — лагуна, з'єднана з південним берегом річки Санага припливним каналом довжиною 5 км, що також є у складі заповідника і є місцем проживання африканського ламантина.

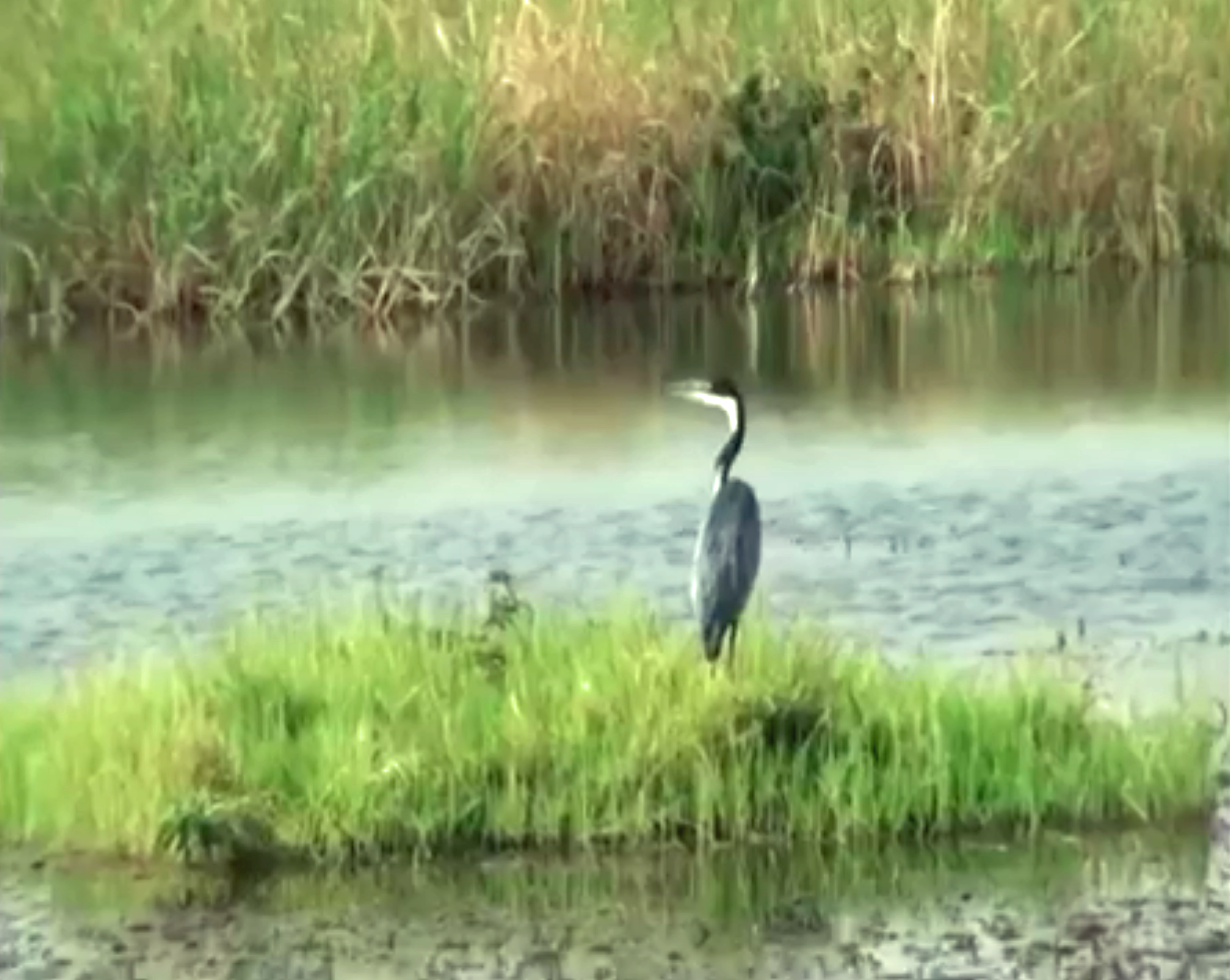
Озеро Тіссонго
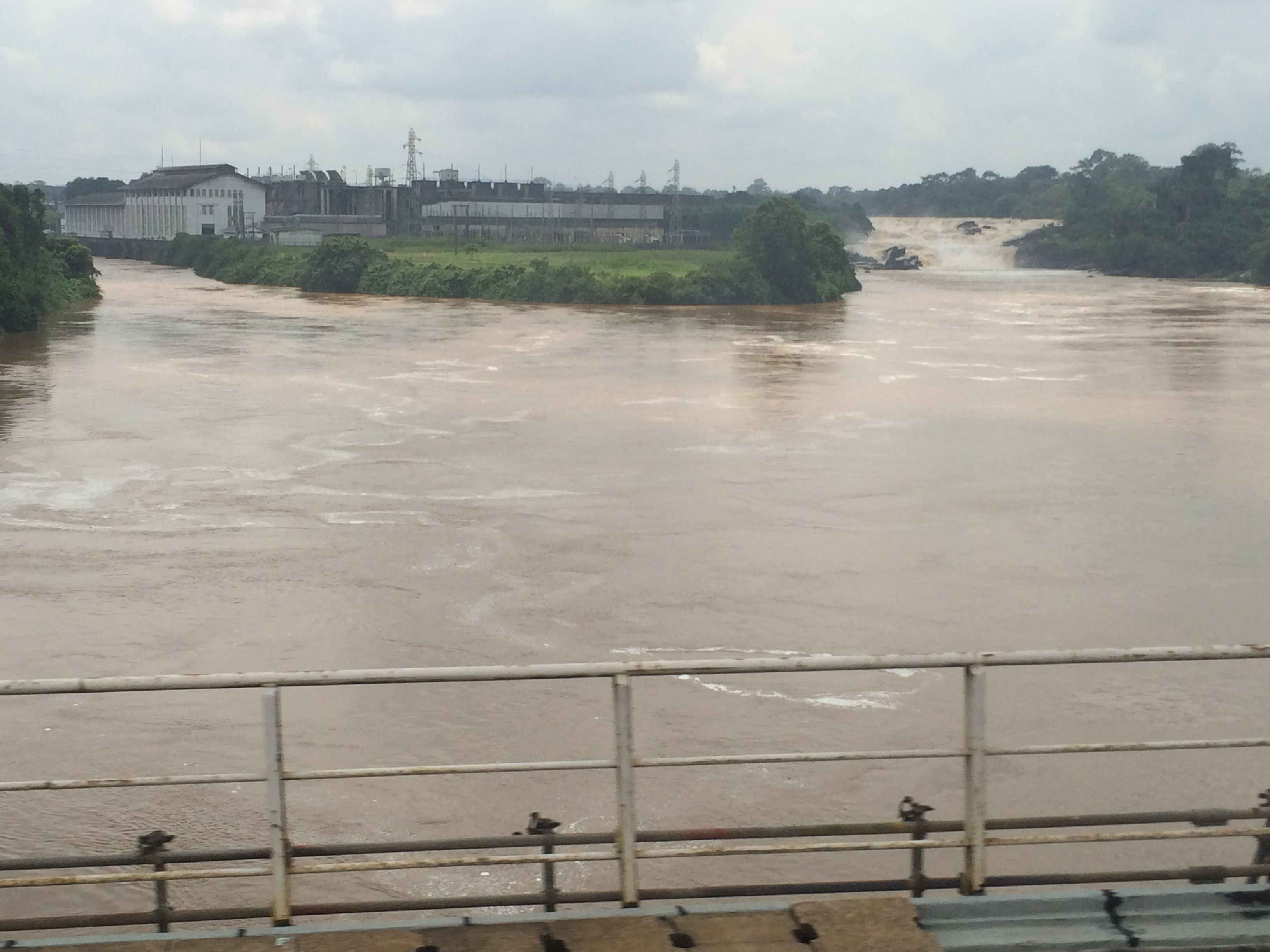
Річка Санара

## Історія
Заповідник був створений в 1932 році. У 1971 році Камерун оголосив заповідник парком дикої природи для наукових цілей. У 2018 році він був оголошений національним парком.
Станом на 2000 рік він охоплював 160 000 га. Оновлення статусу національного парку було відкладено, оскільки в прибережних районах Камеруну було виявлено нафту, і ця територія могла містити важливі її запаси.
У жовтні 2018 року Дуала-Едеа було присвоєно статус національного парку.

## Флора
80% заповідника вкрито тропічними рівнинними екваторіальними лісами,15% - атлантичними мангровими лісами. Заповідник Муанко між Санага та лиманом Вурі займає близько 15 000 га мангрових лісів. Мангрові зарості створюють буфер і унеможливлює берегову ерозію та є притулком для 80% місцевих морських і водних видів. Парку загрожує вирубка лісу для будівництва та дров для копчення риби, а також розвиток міської інфраструктури. У 1976 році з парку вигнали нелегальних лісорубів. 

## Тваринний світ
Фауна включає лісових слонів, шимпанзе, чорний колобус, антилоп ( сітатунга, блакитний дуйкер тощо), західноафриканських ламантинів, морських черепах, дельфінів, крокодилів, багато видів риб, наземні та водні види птахів. Тут зустрічаються червоношапочні мангабеї. Цей вид знаходиться під загрозою зникнення. Тварини в заповіднику погано охороняються, браконьєрство дуже поширене. Багато тварин знищується у великих масштабах, у тому числі і шимпанзе.

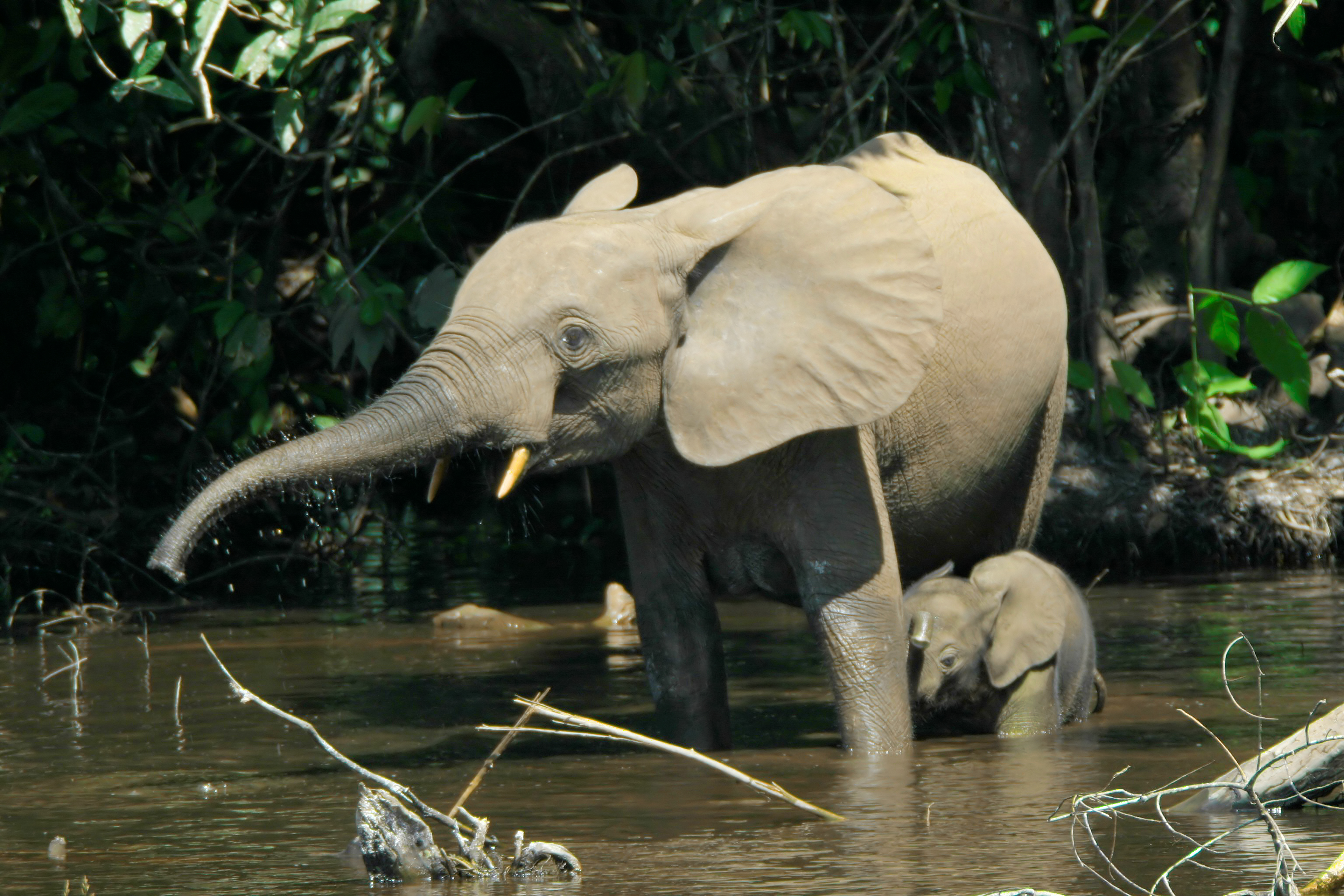
Лісовий слон
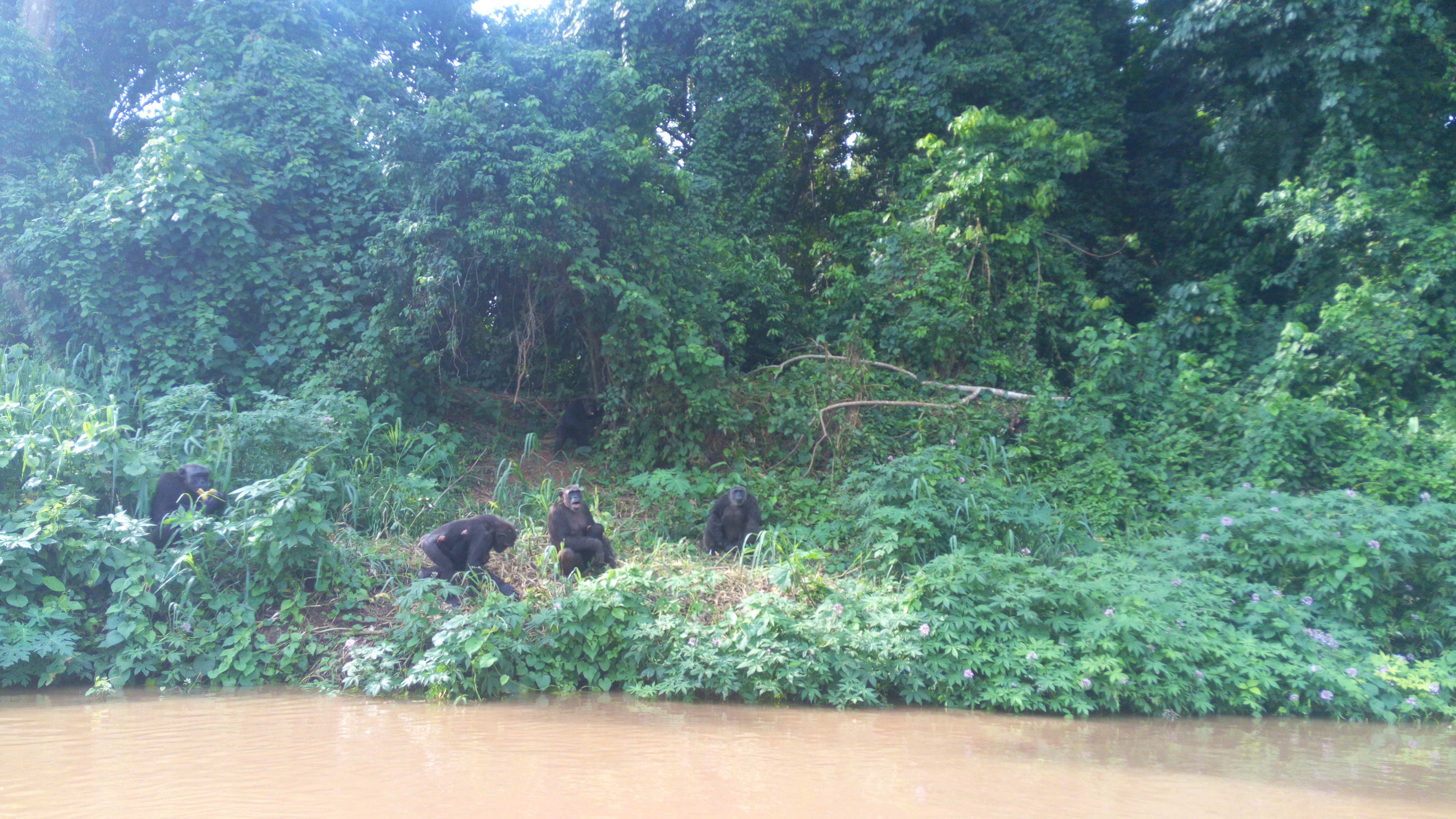
Вид на ліс
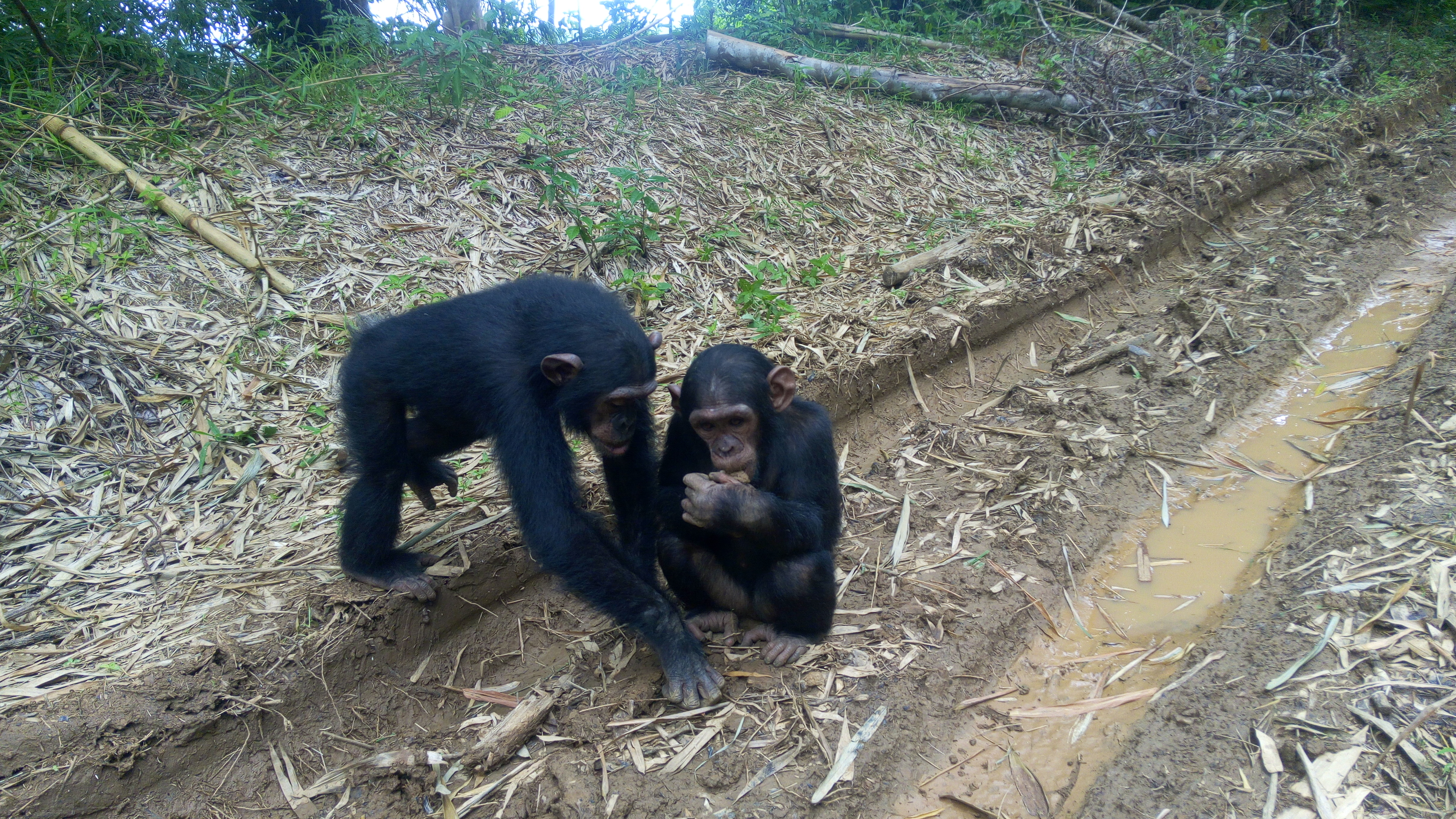
Шимпанзе
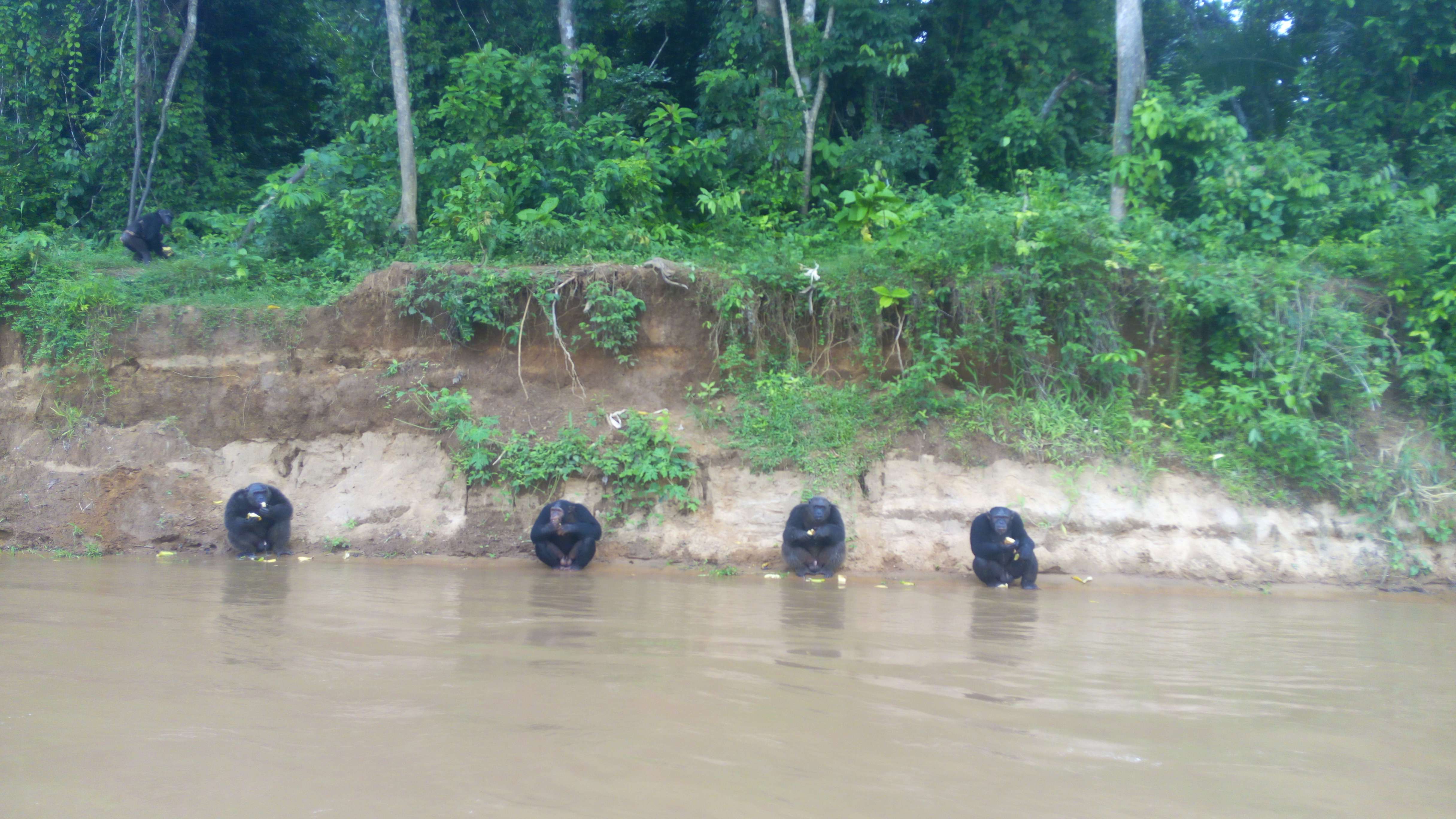
Обід на березі річки
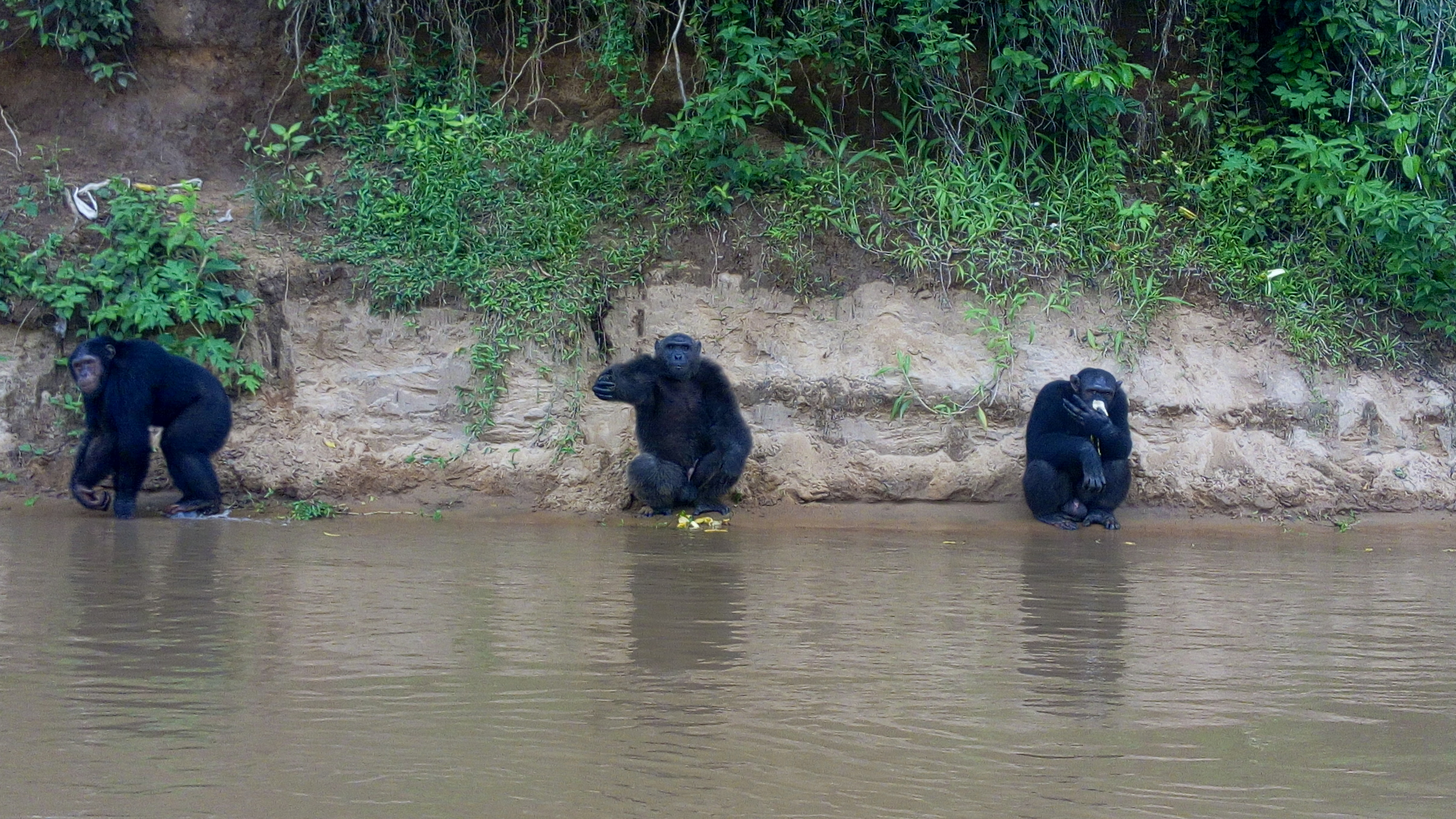
Шимпанзе просять їжу
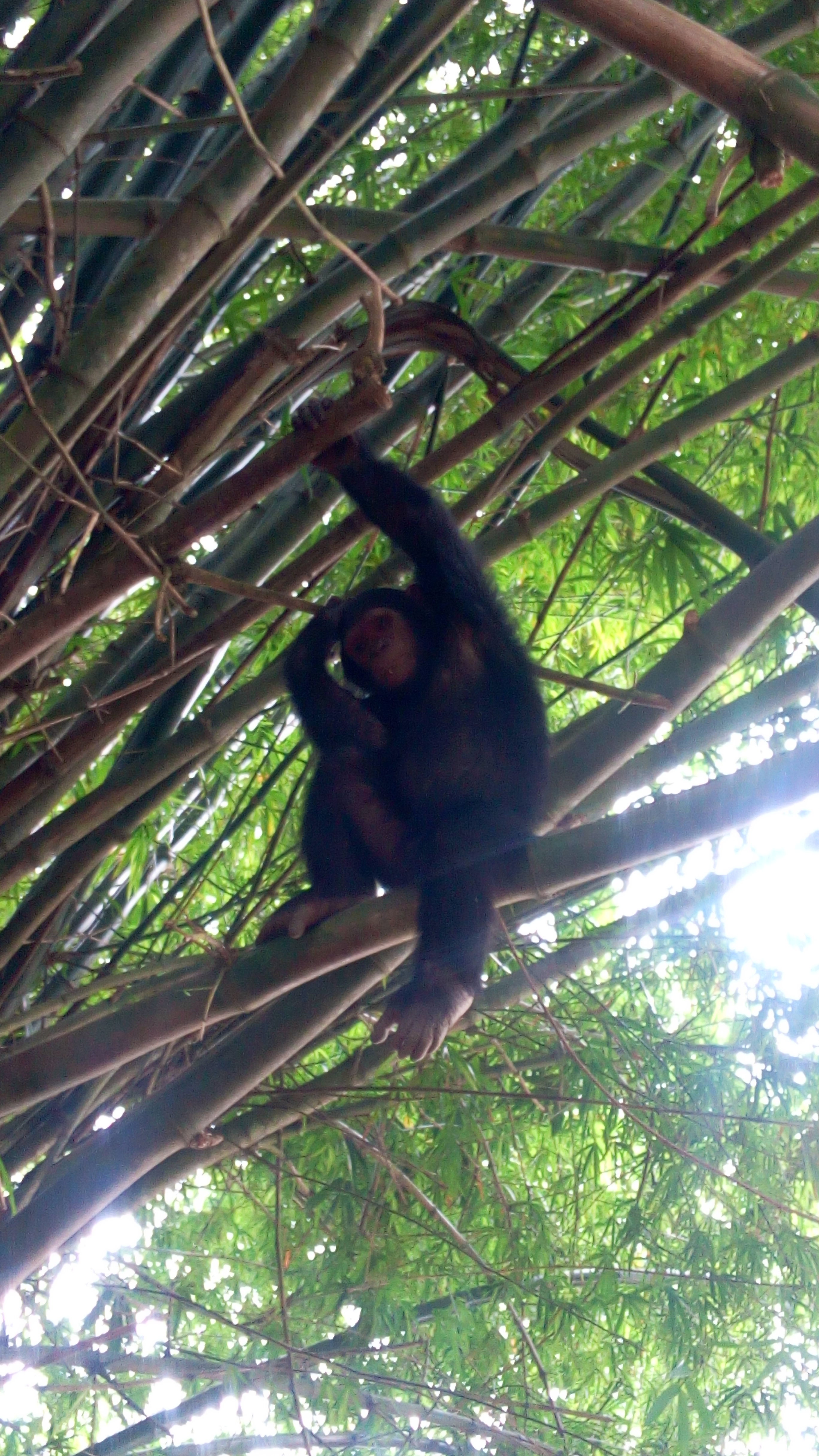
Мавпа на гілках бамбука
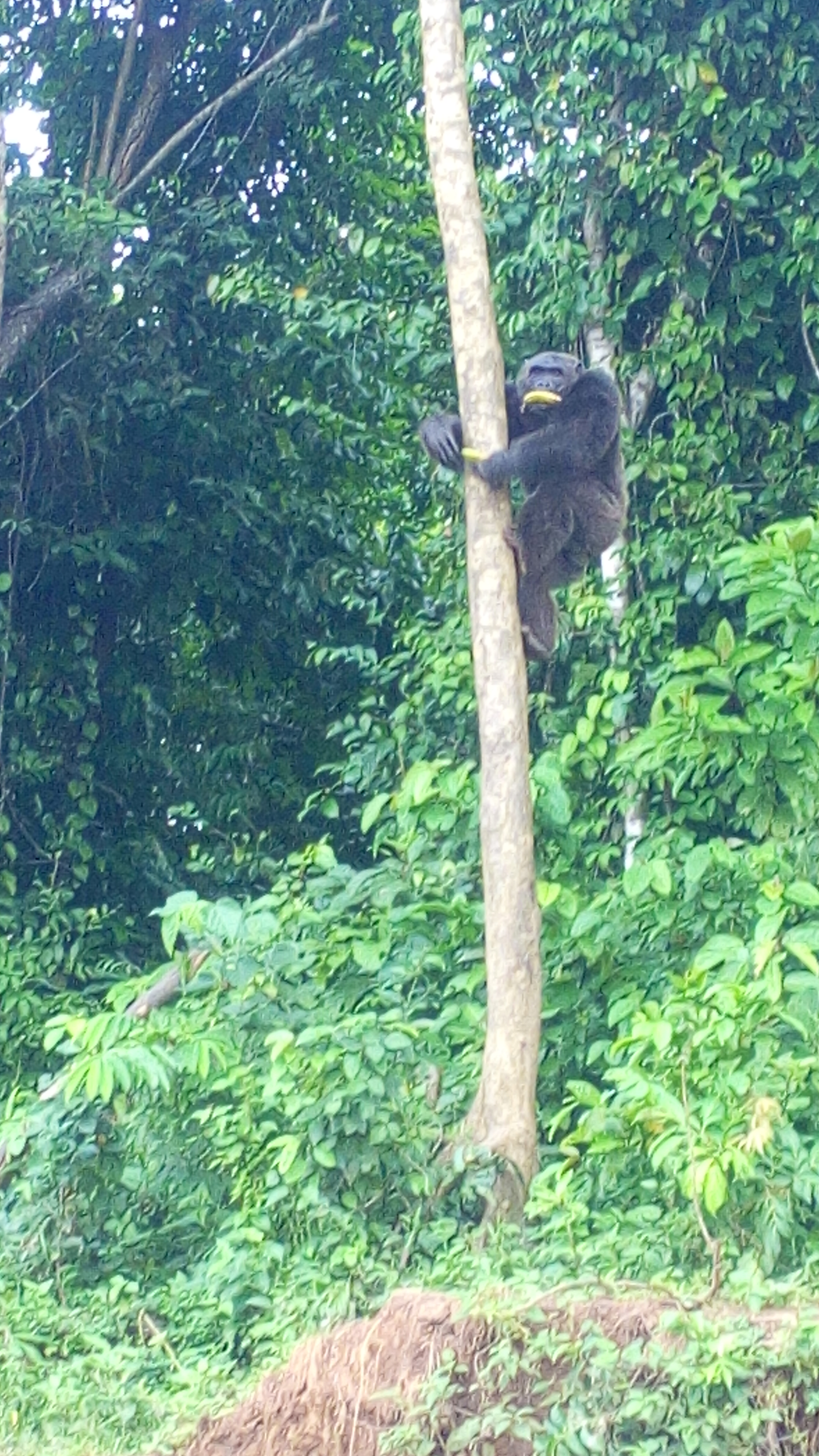
Самець шимпанзе лазить по дереву в парку
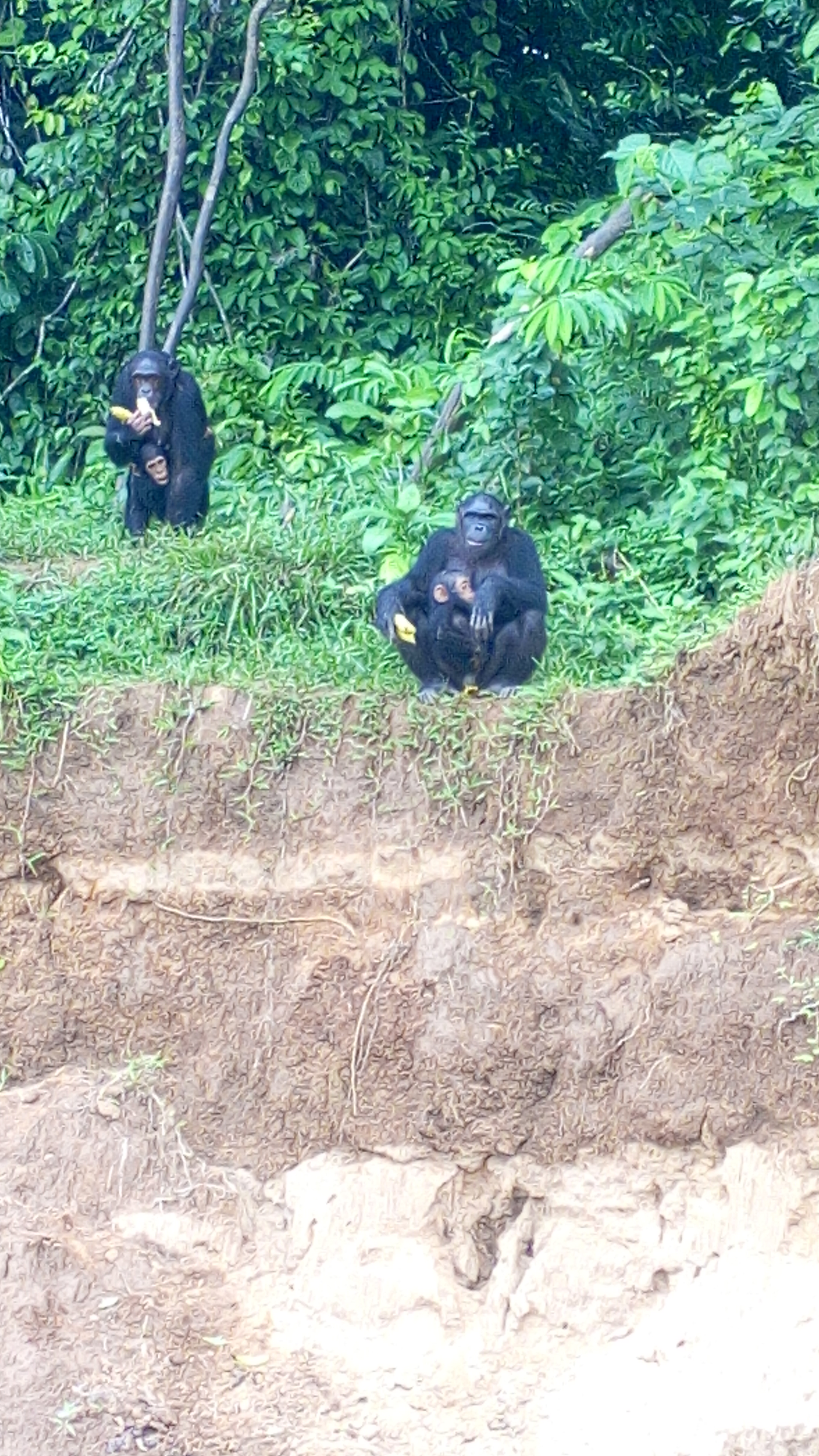
Дорослі шимпанзе з дітьми їдять банани
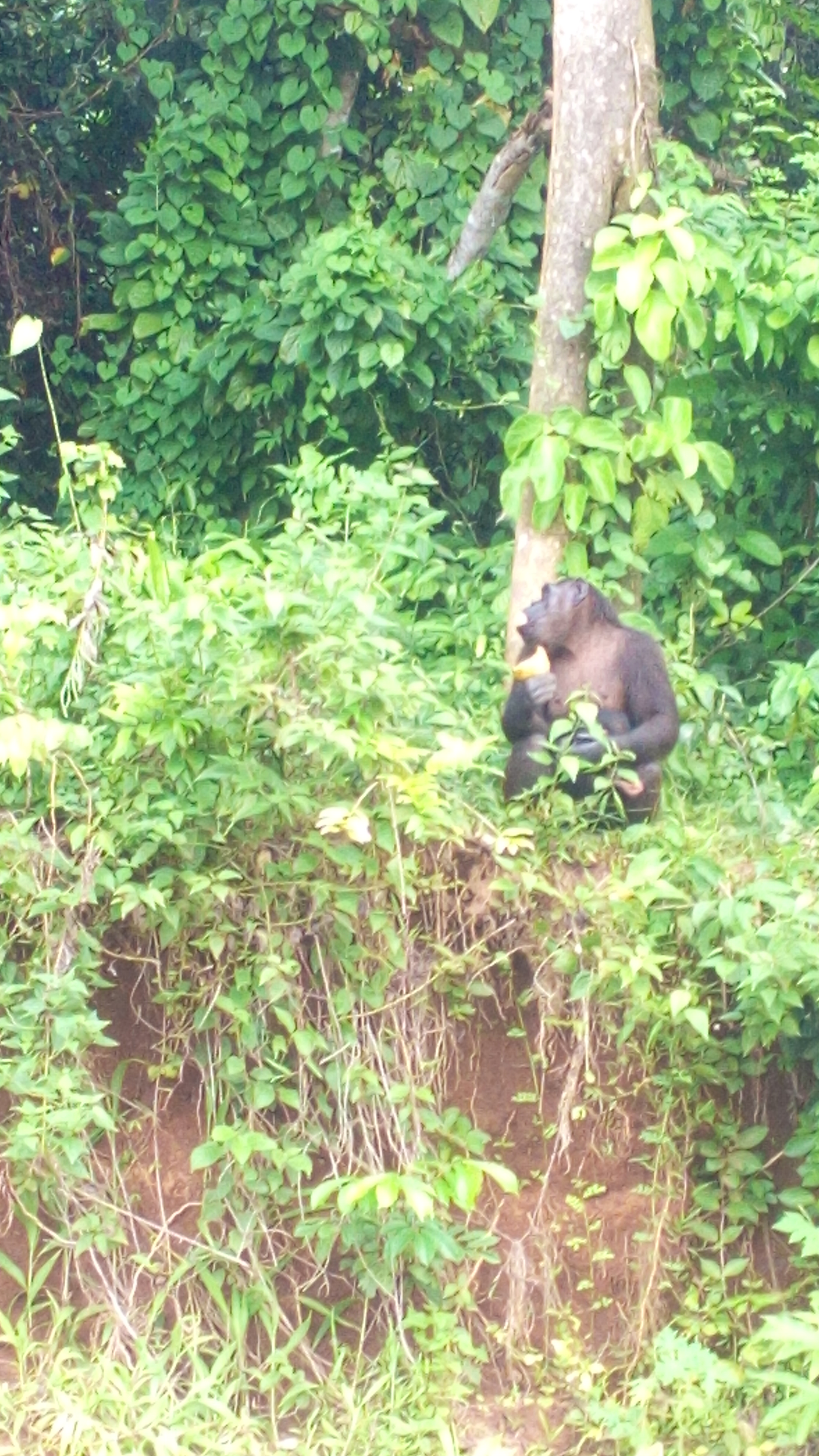
Мавпа
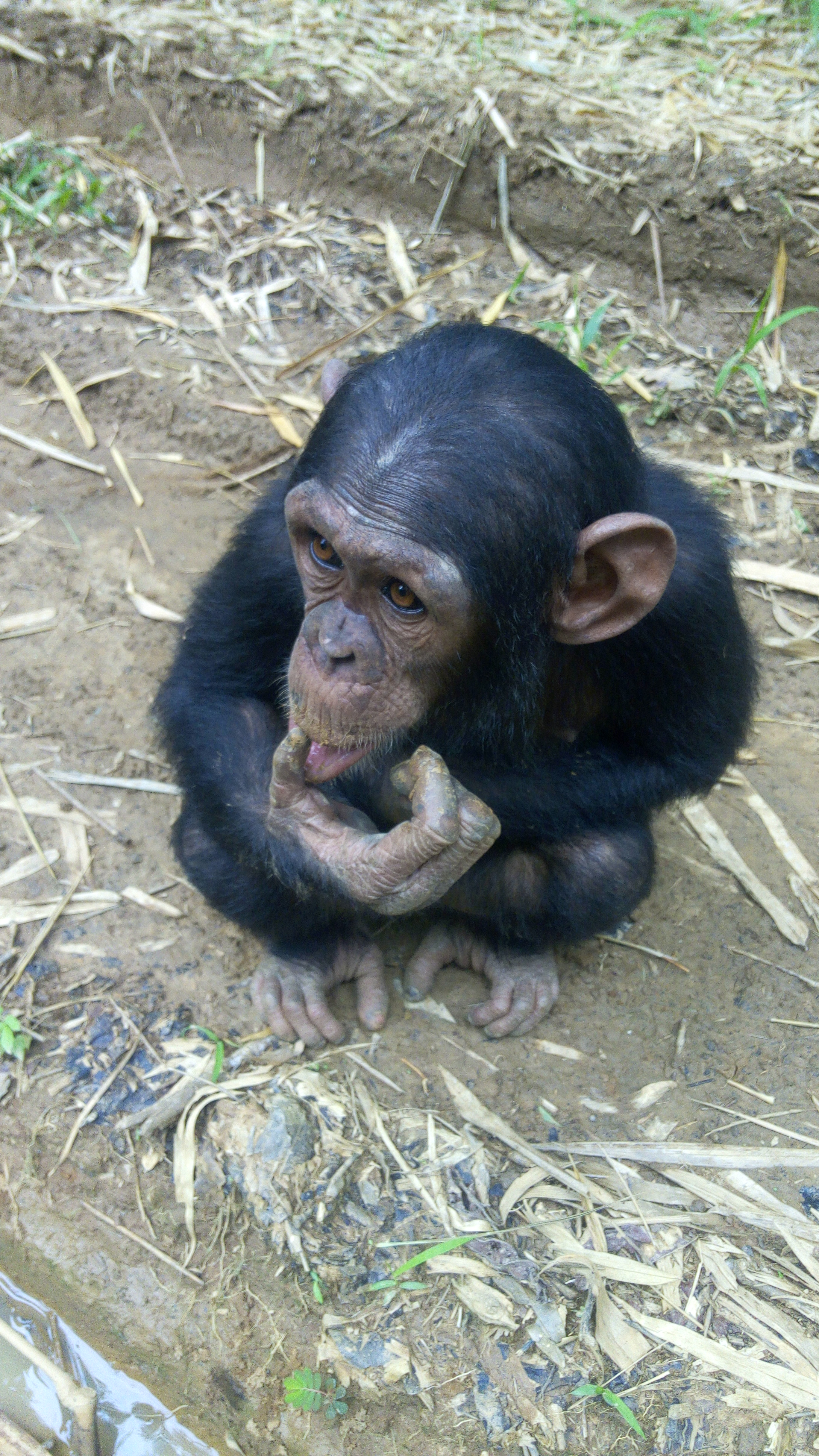
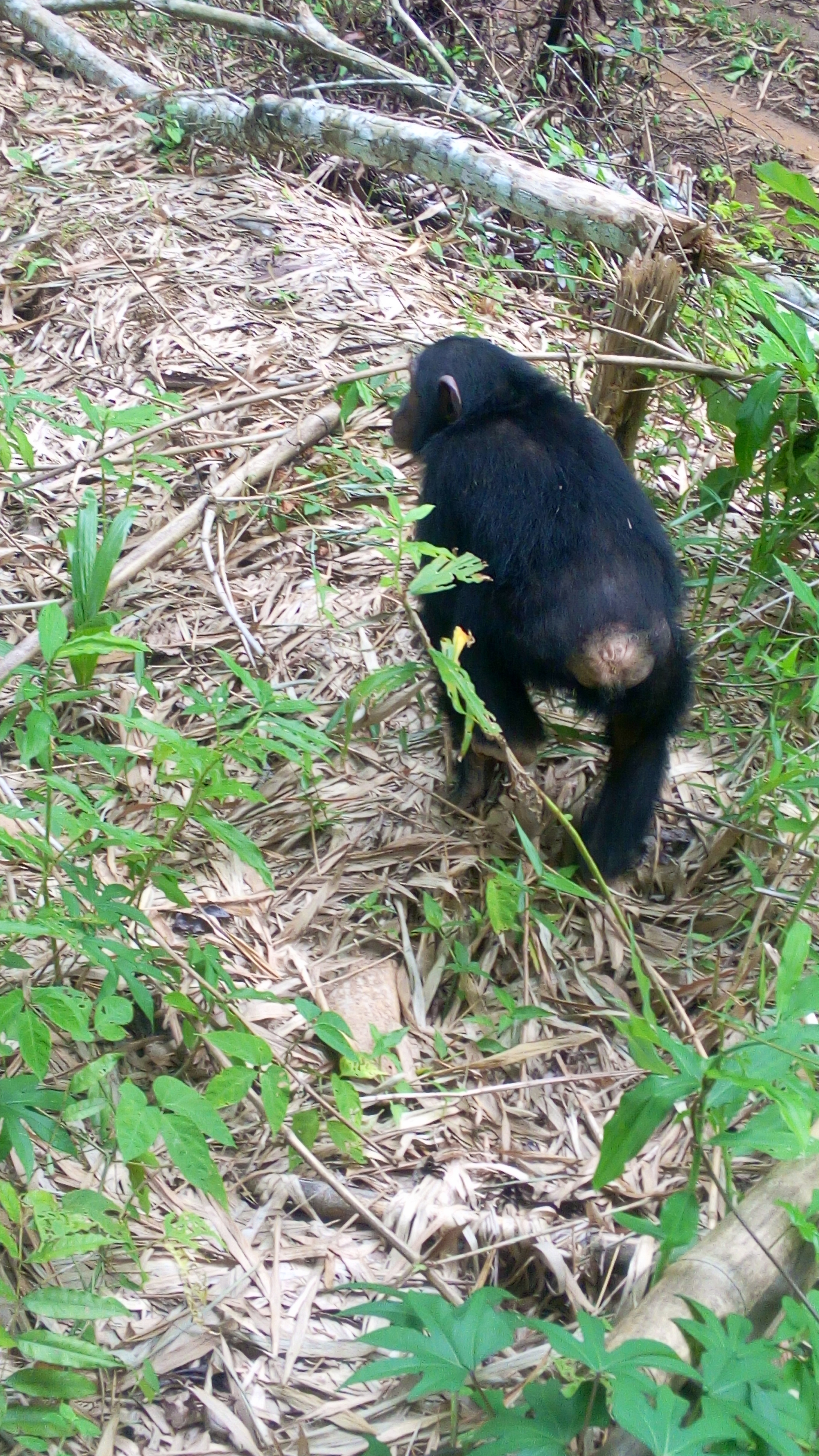
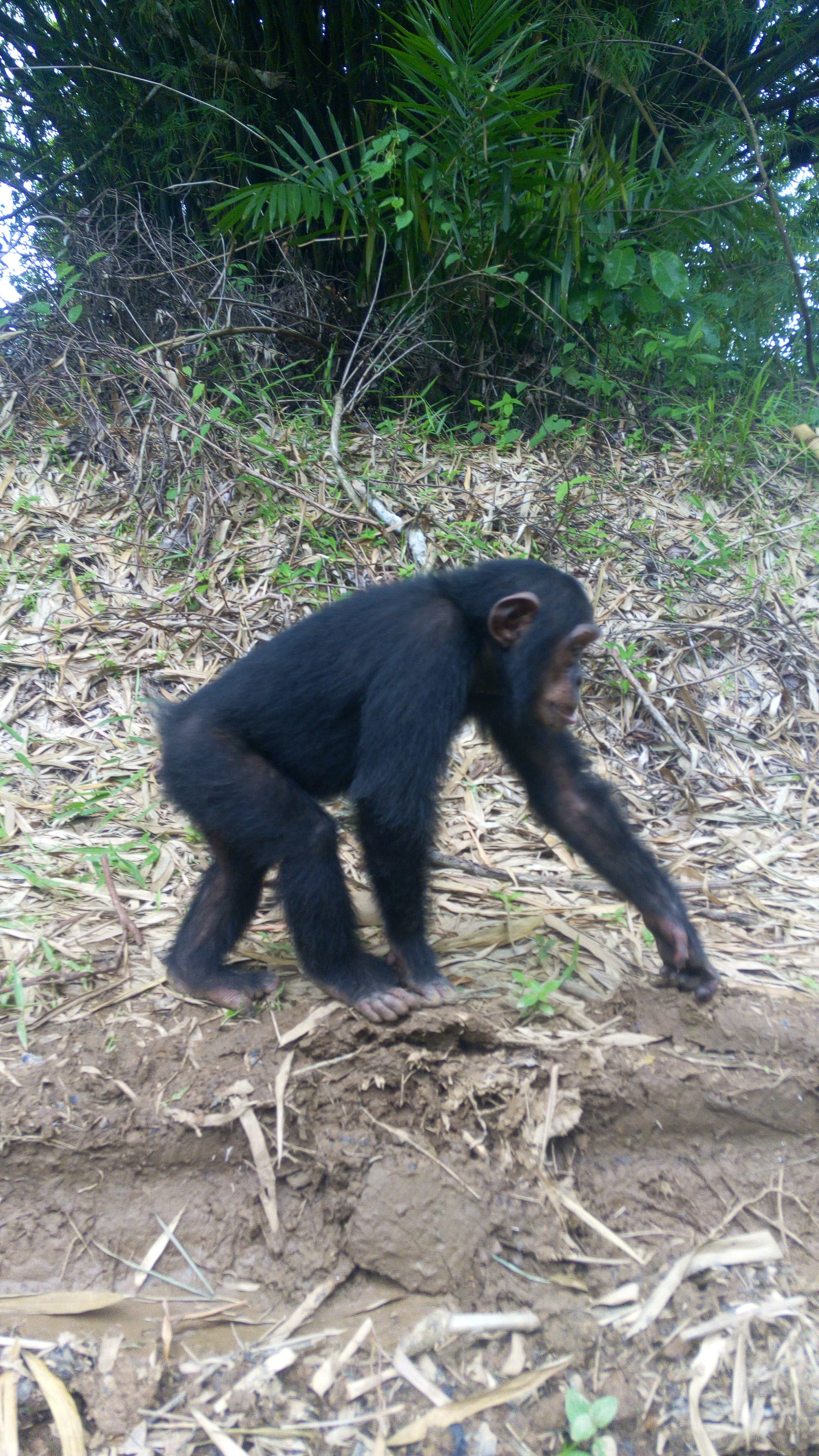
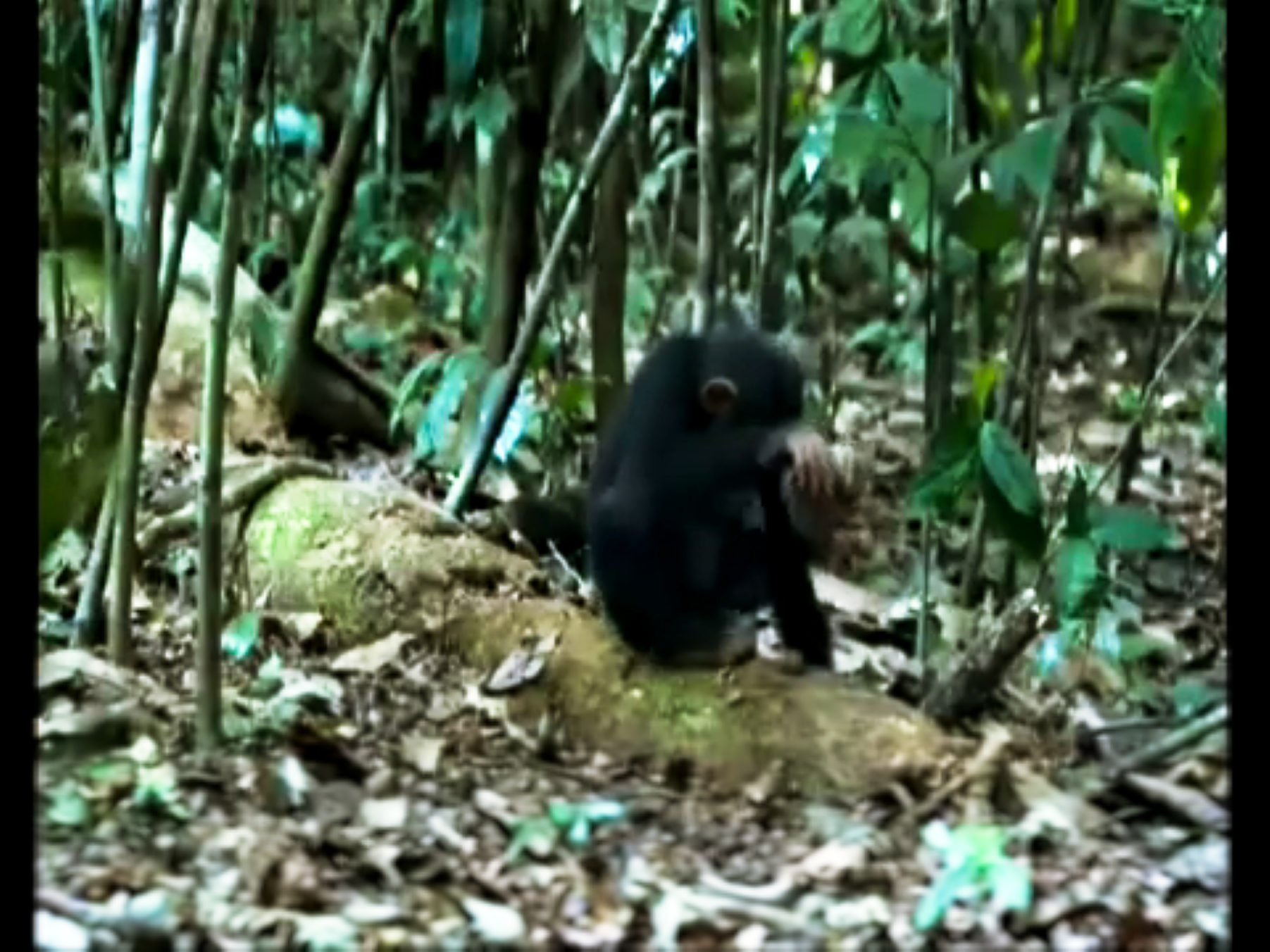
Шимпанзе